# 錢三強
钱三强（1913年10月16日—1992年6月28日），原名钱秉穹，男，浙江湖州人，中国原子核物理学家，中华人民共和国核科学的主要奠基人和核工业早期组织领导者。出生於吳越錢氏家族，“两弹一星”工程中貢獻重大，1999年獲中華人民共和國政府追封为“两弹一星元勋”。与钱学森、钱伟长并称“三钱”。

## 生平

### 早年生活
钱三强是浙江湖州人，为江南千年名门吳越錢氏之后。其父钱玄同是中国近代语言文字学家。钱三强1913年10月16日出生于浙江绍兴。1936年毕业于國立清華大學物理系。

### 法国留学
从清华大学毕业后，钱三强在短期担任北平研究院物理研究所严济慈所长的助理后，1937年留学法国，在巴黎大学居里实验室和法兰西学院原子核化学实验室从事原子核物理研究工作，获博士学位，师从诺贝尔奖获得者伊雷娜·约里奥-居里及其丈夫弗雷德里克·约里奥-居里。自此期间，在研究铀核三裂变中取得了突破性成果。1946年获法国科学院亨利·德巴微（Henri de Parville）物理学奖金。

### 历任职位
1948年回国后，他曾任北平研究院原子学研究所所长，并参与1949年中国科学院的筹建。 而后担任中国科学院近代物理研究所（后改名原子能研究所）的副所长、所长，科学院计划局局长，二机部副部长、中国科学院副院长。
晚年的钱三强，担任了浙江大学校长。1980年3月15日，中国科学技术协会第二次全国代表大会在北京召开，会议选出第二届全国委员会，其被选为副主席。1986年6月，中国科学技术协会第三次全国代表大会在北京召开，选举产生第三届全国委员会。6月28日，第三届全国委员会第一次会议召开，推举其担任副主席。之后担任中国物理学会理事长、中国核学会名誉理事长等职务。1991年5月，中国科学技术协会第四次代表大会召开，并选举产生第四届全国委员会。5月27日，第四届全国委员会第一次会议召开，其被选为名誉主席。

### 两弹一星与文革被下放
他作为原子能学科学术带头人和科技计划的制定者，对中华人民共和国核工业、“两弹一星”计划貢獻巨大。文化大革命期间，钱三强被打成“反动学术权威”，受到批斗和迫害，之后和太太何泽慧一起被下放到陝西五七干校，对核物理的研究也因此中断。

### 恢復名譽
1978年，文化大革命后，钱三强被任命为中国科学院党组成员和副院长，着手收拾殘局，恢复学部的工作。
1978年8月—1982年6月，兼任浙江大学校长。
1980年7月24日，在中南海以《科学技术发展的简况》为题讲课。
1992年6月28日，在北京病逝，终年79岁。

## 著作
- 《钱三强科普著作选集》上海教育出版社，1990
- 《钱三强论文选集》，科学出版社，1993。收入钱三强教授从1937至1987年部分公开和尚未公开发表的科学论文46篇，同时收入两篇关于原子核三分裂与四分裂发现的论文的汉语译文。
- 《钱三强文选》，浙江科学技术出版社，1994

## 纪念
1999年獲追授由515克纯金铸成的“两弹一星功勋奖章”，以表彰其贡献。

## 家庭
父亲钱玄同是中国近代语言文字学家。
妻子何泽慧同是核物理學家，育有兩女一男，錢祖玄、錢民協、錢思進，均為科學家。